# OTAR

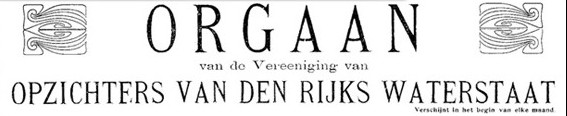
Het eerste logo

OTAR is het maandelijkse verenigingsblad / vakblad van voorheen de Vereniging van Waterstaatkundige Ambtenaren van de Rijkswaterstaat (VWAR), thans de Koninklijke Vereniging van Infrabeheerders (KVIB), voor grond-, weg en waterbouw, infrastructuur en mobiliteit.

## Geschiedenis
Op 20 mei 1894 werd in toenmalig hotel "l'Europe" in Utrecht de "Vereeniging van Opzichters van den Rijkswaterstaat" opgericht.
De vereniging zetelde in 's-Hertogenbosch en stelde zich drie doelen:
- Het bevorderen van een kameraadschappelijken geest onder de leden van het korps opzichters van den Rijkswaterstaat.
- Het behartigen van de belangen van het korps.
- Het behandelen van technische onderwerpen.

In de statuten werd vastgelegd dat door middel van vergaderen en het verspreiden van een tijdschrift deze doelen zouden moeten worden behaald.

De doelstellingen resulteerden in mei 1915 in het eerste proefexemplaar van het verenigingsblad O.V.O.R (Orgaan van de Vereniging van Opzichters van den Rijkswaterstaat), waarna in maart 1916 de eerste jaargang startte. 

In 1917 werd de naam van het blad gewijzigd in OTAR (Orgaan van de Technisch ambtenaren van den Rijkswaterstaat).
Tijdens de Tweede Wereldoorlog verscheen het tijdschrift zonder kaft, met alleen een omslag met advertenties. Door papierschaarste was het niet mogelijk om een nette kaft te maken. Er werden in die jaren wel gewoon inhoudelijk goede artikelen geschreven en gepubliceerd. Wel moest het blad als periodiek opgenomen zijn in de lijst van de Kultuurkamer. Vanaf het begin tot 1955 was Taeke Huitema de redacteur, dit werk is in 1955 overgenomen door Berend Hakkeling.
In de loop der tijd ontwikkelde het van origine verenigingsblad zich anno 2019 meer naar een platform / vakblad voor kennisoverdracht waar ook andere partijen zoals (vaar)wegbeheerders, waterschappen, aannemers, installateurs en leveranciers gebruik van kunnen maken.
Het jaar 2019 is het jaar van de honderdste jaargang. Tussen 2001 en 2004 zijn drie jaargangen niet verschenen. De reden daarvan was een juridisch geschil tussen de toenmalige uitgever van OTAR en de Vereniging van Waterstaatkundige Ambtenaren van de Rijkswaterstaat (VWAR), thans de Vereniging van Infrabeheerders (VIB).
In 2019 is ook een andere mijlpijl bereikt, namelijk de complete uitgave van OTAR is gedigitaliseerd, waardoor historisch materiaal voor studenten, historici en vakgenoten ontsloten is.
Inmiddels is een deel van de nummers van OTAR gescand en voor iedereen vrij toegankelijk via Delpher. Let op: in Delpher wordt het tijdschrift met puntjes geschreven (O.T.A.R.), de nummers tot zomer 1961 zijn beschikbaar.